# Junior Salomon
Salomon Junior (sinh ngày 8 tháng 4 năm 1986 ở Abomey) là một cầu thủ bóng đá người Bénin hiện tại thi đấu cho Plateau United.

## Sự nghiệp
Junior khởi đầu sự nghiệp cùng với Université Nationale du Bénin FC, trước khi gia nhập ASPAC Cotonou vào tháng 11 năm 2009. Anh rời khỏi Bénin vào tháng 12 năm 2011 và gia nhập câu lạc bộ Bờ Biển Ngà ASEC Mimosas.
Sau đó anh trở lại Bénin năm 2013 để thi đấu cho USS Kraké trong một thời gian ngắn trước khi đến cựu vương Nigeria Bayelsa vào tháng 3 năm đó.
Anh gia nhập Plateau United đầu mùa giải 2016 sau khi Bayelsa xuống hạng.

## Sự nghiệp quốc tế
Anh là một phần của Đội tuyển bóng đá quốc gia Bénin tại Cúp bóng đá châu Phi 2010 ở Angola.